# Nuevo Estadio de Sakarya
El Nuevo Estadio de Sakarya, oficialmente Sakarya Atatürk Stadyumu, es un estadio en Adapazarı, Sakarya, Turquía. Fue abierto al público en 2017 y tiene una capacidad de 28.113 espectadores. Es el estadio del Sakaryaspor de la TFF Second League. Reemplazó al antiguo estadio del club, Adapazarı Atatürk Stadyumu. Tuvo un costa aproximado de unas 150.000.000 liras.

## Partidos internacionales
El estadio albergará 2 partidos de la selección de fútbol sub-21 de Turquía para la Clasificación para la Eurocopa Sub-21 de 2023.
| 3 de septiembre de 2021 | Turquía | vs.     | Bélgica |  |  |
| 19:00                   |         | Reporte |         |  |  |

| 7 de septiembre de 2021 | Turquía | vs.     | Escocia |  |  |
| 18:30                   |         | Reporte |         |  |  |